# Prašičereja
Prašičereja je po pomembnosti naša druga živinorejska panoga. Svojo upravičenost potrjuje z nekaterimi biološkimi posebnostmi in zančilnostmi vrste domači prašič, ki omogočajo hitro in sorazmerno poceni prirejo mesa. V svetu je prireja prašičjega mesa zastopana s 40% vsega mesa in za povečanje prireje si prizadevajo na vseh celinah, razen v Severni Ameriki.
Na Slovenskem ima prašičereja dolgo tradicijo. V urbarjih je zapisano, da so morali tlačiti tako imenovani svinjski davek, bila pa sta dva: mali in veliki. Prašičereja je bila tu še posebno dobro razvita pred prvo svetovno vojno. Iz tistega časa je tudi zanimiv zapisa pomena prašičereje: ¨poglavitni vzrok, da je prašičereja tako zelo razširjena, je pač ta, da prašič hitro raste, da se hitro redi in da dobimo radi tega od prašiča v razmeroma kratkem času pričakovano korist in užitek¨.
Večji razvoj je naša prašičereja doživela v petdesetih letih in zadnjem desetletju. Razvila se je tako imenovana tržna prašičereja, ki imasvoje temelje v intenzivnem in gospodarskem izkoriščanju bioloških značilnosti prašičev.
V svetu doživlja prašičereja v zadnjih dvajsetih letih izredno pomembne strukturne spremembe: izredno hitro se zmanjšuje število kmetij, ki redijo prašiče, povečuje pa se število prašičec na obrat. Samo veliki obrati so gospodarni in konkurenčni. Po ocenah trendov se bo prašičereja v svetu dobro razvijala. Vse bolj pa bo, podobno kot druge gospodarske dejavnosti, pod vplivom predpisov, ki bodo določali dogovorjene normative za rejo prašičec, ki bodo določali do okolja prijazne načine reje in tehnologije, ki bodo trajnostnem razvoju. Za uspešno rejo prašičev bo vse bolj pomembnejše znanje.

## Prehrana

### Prehrana premenjskih svinj
Prehrana plemenske svinje vpliva na zapletena življenjska dogajanja organizmov svinje, katerih odsev je plodnost oziroma proizvodnja živali. Med drugim prehrana vpliva na: število ovuliranih jajčec in prenatalno smrtnost, rast plodov in s tem rojstno maso pujskov, zdravstveno stanje svinj ob prasitvi in prve dni po njej, sestavo mleziva, mleka, mlečnost svinje itn.
Že iz normativov je mogoče razbrati bistveno načelo, ki velja v prehrani svinj: skromno krmimo med brejostjo in obilno v času dojenja. Med brejostjo se naj svinja ne zredi preveč. Zaželeno je, da svinja od osemenitve pa do osemenitve v naslednjem ciklusu ne pridobi več kot 15 kg telesne mase, in to samo v prvih treh do štirih ciklosih, potem naj sploh ne bi več prodibivala pri masi.
Svinja naj bi med brejostjo povečale telesno maso za okoli 35 do 40 kg, mlade svinje do tretjega gnezda pa še za 25 do 30% več. 20 do 25 kg prirasta je zaradi prirasta rodil, plodov in plodne vode, drugo pa je nadomestitev izčrpanih telesnih rezerv iz prejšne laktacije, nalaganje novih rezerv in pri mladih svinjah še rast. Zaradi večjega prirasta se sicer nekoliko poveča rojstna masa pujskov, vendar se pri tem svinja preveč zamasti, zato nastanejo s tem povezani problemi. Svinje, ki so ob prasitvi zelo rejene, so nagnjene k porodnim in poporodnim zdravstvenim motnjam. Zanje je nevarno, da bodo po prasitvi prišle ob mleko (sindrom MAA). Take svinje imajo med dojenjem slabši tek kot manj rejene; mleko dajejo bolj iz telesnih rezevr in zato bol hujšajo. Rejene svinje imajo bolj mastno mleko, zato so driske pri njihovih pujskih pogostejše.

### Prehrana prašičev pitancev
Sodobni mesnati prašiči so izredno rastne živali, vendar pa je intenzivnost rasti odvisna od intenzivnosti krmljenja. Koliko dni potrebujejo prašiči pitanci za pitanje do 40 kg do 50, 60, ..., 110 kg pri različni intenzivnosti krmljenja kot je razvidno dosežejo s 100-odstotno intenzivnostjo krmljenja, to je če pitamo prašiče s koncentrirano krmo po volji, največje dnevne priraste in s tem najkrajši čas za pitanje. Vendar pri taki intenzivnosti pitanja lahko postanejo tudi sodobni mesnati prašiči preveč zamaščeni, zato ob zakolu ne ustrezajo zahtevam sodobnega mesnega trga.
Zaradi manjše intenizivnosti pitanja so prirasti manjši, vendar je klavna kakovost boljša, ker so pitanci zaradi manjše oskrbe z energijo manj zamaščeni.

## Sestava boksov za svinje

### Tla boksov
Tla boksov živalim ne smejo povzročatu poškodb, bolezni in neugodja. Na splošno ločimo polna in rešetkasta tla. Polna tla so večinoma betonska, včasih pa se odločijo tudi za tlakovce ali katero drugo talno oblogo. Polna tla v boksu so lahko z nastilom ali brez njega. Če na obratu ni dovolj nastila, morajo biti tla toplotno izolirana. Pri vsakih polnih tleh je vedno nujno potrebna tudi hidroizolacija.
V praksi so reže široke od 12 do 35mm. Za pujske v bokse navadno ne dajemo rešetk. Ampak kovinske mreže z majhnim razmikom med žicami (10 mm). Stopna površina na bo široka od 80 do 150mm. Razmerje med potrebno širino reže in širino rešetke mora biti tako, da bo na dolžinskem metru 6 do 10 rešetk.

### Pregrada boksov
Pregrade so lahko polne ali rešetaste.
Polne pregrade so take, da se ne vidi skoznje, narejene pa so lahko iz različnih materialov. Azbestnocementne plošče so trpežne, vendar zaradi vsebnosti azbesta zdravstveno oporečne. Lesene je težko čistiti in razkuževati, prašiči pa jih tudi hitro zgrizejo. V prasiliščih so polne pregrade koristne zato, ker varujejo pujske pred prepihom.
Elementi rešetkastih pregrad so postavljeni vodoravno ali navpično. Pri vodoravni postavitvi so elementi okrogle cevi ali oglati votli profili, pri navpični postavitvi pa uporabljajo pa uporabljajo tudi široko profilno pločevino. Navpična postavitev je ugodna zato, ker prašiči po taki pregradi ne morajo plezati.
Višina pregrad mora ustrezati kategoriji živali. Večja kot je kategorija, višja mora biti ograja.

### Vrata boksov
Vrata boksov morajo biti montirana vedno ob vogalih boksov, in sicer zaradi lažjega preganjanja prašičev iz boksov. Zapirala morajo biti urejena tako, da jih brez težav odpiramo in zapiramo z eno roko in da jih prašiči ne morejo odpirati. V boksih za merjasce morajo biti vrata boksov široka najmanj en meter.

### Krmilniki
Oblika krmilnikov je odvisna od načina krmljenja. Pri restriktivnem načinu krmljenja ja treba vsem prašičem omogočiti sočasen dostop do krme. To lahko pri talnem krmljenju vsujemo na tla ali v korita. Pri talnem krmljenju je večji raztros krme, če so v boksu prepustna tla. Dolžina korit mora zadostovati vsem prašičem, ki so v boksu. Celotna širinakorita mora biti maksimalna prsih širin prašičev, tako da večji so prašiči, večje korito potrebujejo.

### Napajalniki
Napajalniki delujejo različno. Ena najstarejših oblik so skodeličasti napajalniki. Iz takih živali polijejo malo vode, vendar pa ta ni higieničen. Vsak dan jih je treba čistiti. Cuceljski napajalniki različnih vrst so najbolj razširjena oblika. Njihova slaba stran je, da jih prašiči uporabljajo za igro, pri čemer polijejo veliko vode. Za nemoteno pitje morajo biti napajalniki montirani ustrezno visoko. Večja ko je kategorija živali, višje naj bi bil napajalnik.
Zaradi lažje kontrole in čiščenje napajalnikov je priporočljivo, če so montirani v bližini hodnika in v vogalu boksa, da jih prašiči ne poškodujejo z očohavanjem. Napajalnike montiramo na zaprt ali odprt vodovodni sistem s tlakom vode 0,5 do 0,8 bara.

### Hodniki
Hodniki so tisti del hleva, kjer poteka večino del (krmljenje, kontrola živali, selitev živali…). Glede na tloris hleva so lahko postavljeni centralno med dvema vrstama boksov, lahko pa so med vrsto boksov in steno hleva. V takem primeru so živali oddaljene od obodne stene, ki je pozimi hladna.
Hodnik mora ustrezati določenim zahtevam:
- Površina mora biti primerna za hojo in vsa hlevska opravila
- Površina mora biti taka, da na njen ne drsi, četudi je vlažna
- Izvedba naj bo taka, da je mogoče hitro čiščenje
- Vse našteto mora biti primerno trajno